# Jalpaïta
La jalpaïta és un mineral de la classe dels sulfurs. El nom prové de la localitat mexicana de Jalpa, Zacatecas. Fou descrita el 1858 pel mineralogista alemany August Breithaupt.

## Característiques
La jalpaïta és un mineral d'argent, coure i sofre, un sulfur de fórmula química Ag₃CuS₂. És molt freqüent que a més d'aquests dos metalls de la seva fórmula també porti impureses de ferro. És de color gris fosc i de ratlla negra. La seva duresa és de 2 a 2,5 a l'escala de Mohs, i la seva densitat és de 6,8 g/cm³. Cristal·litza en el sistema tetragonal en masses gruixudes, irregulars i laminars de fins a 5 cm. Acostuma a formar masses foliades i irregulars, tot i que també s'hi pot trobar com a inclusions en altres minerals.
Segons la classificació de Nickel-Strunz, la jalpaïta pertany a «02.BA: sulfurs metàl·lics amb proporció M:S > 1:1 (principalment 2:1) amb coure, argent i/o or» juntament amb els següents minerals: calcocita, djurleita, geerita, roxbyita, anilita, digenita, bornita, bellidoita, berzelianita, athabascaïta, umangita, rickardita, weissita, acantita, mckinstryita, stromeyerita, selenojalpaïta, eucairita, aguilarita, naumannita, cervel·leïta, hessita, chenguodaita, henryita, stützita, argirodita, canfieldita, putzita, fischesserita, penzhinita, petrovskaïta, petzita, uytenbogaardtita, bezsmertnovita, bilibinskita i bogdanovita.

## Formació
Es forma a baixes temperatures, per sota de 117 °C, en condicions de circulació hidrotermal, com a mineral secundari. Sol trobar-se associada en aquest ambient de formació a altres minerals com ara: acantita, mckinstryita, galena, esfalerita, pirita, calcopirita, stromeyerita, polibasita, pearceïta, tetraedrita, tennantita o plata nativa.